# ديفيد ماكجيل
ديفيد ماكجيل هو منافس ألعاب قوى كندي، (ولد في Rural Municipality of Victoria ‏ في كندا 1901 – 1981 م).

## وصلات خارجية
- ديفيد ماكجيل على موقع أوليمبيديا (الإنجليزية)